# مقاطعة إيفانغلين (لويزيانا)
مقاطعة إيفانغلين (بالإنجليزية: Evangeline Parish, Louisiana)‏ هي إحدى مقاطعات ولاية لويزيانا في الولايات المتحدة. تأسست سنة 1910، وتبلغ مساحتها 1760 كم2، بلغ عدد سكانها 33984 نسمة في عام 2010 حسب إحصاء مكتب تعداد الولايات المتحدة وتصل الكثافة السكانية فيها 21 نسمة/كم2.

## أعلام
- لوروا جونسون

## وصلات خارجية
- United States Counties